# Sunday Ibrahim
Sunday Ibrahim (Ibadan, 20 giugno 1980) è un ex calciatore nigeriano, di ruolo centrocampista.

## Carriera

### Club
Ibrahim cominciò la carriera in patria, con le maglie di Nigerdock ed Eagle Cement. Passò successivamente ai polacchi del Wisla Cracovia. Giocò una stagione in prestito all'Ostrowiec Świętokrzyski, per poi ritornare al Wisla Cracovia. Con questa maglia, vinse tre campionati (1998-1999, 2000-2001 e 2003-2004) e una Puchar Polski (2001-2002).
Si trasferì ai cinesi del Chengdu Wuniu, dove rimase per una stagione. Fu poi messo sotto contratto dai norvegesi dello Strømsgodset, formazione all'epoca militante nella 1. divisjon. Esordì il 10 aprile 2005, quando fu titolare nel pareggio per 1-1 contro il Sandefjord. Lo Strømsgodset chiuse il campionato a metà classifica.
Tornò poi in Polonia e fu in forza allo Zagłębie Lubin, allo Hutnik Cracovia, al Gorzów Wielkopolski e allo Stal Rzeszów, prima di passare al Warta Sieradz.

## Palmarès

### Club

#### Competizioni nazionali
- Campionato polacco: 3

Wisla Cracovia: 1998-1999, 2000-2001, 2003-2004
- Coppa di Polonia: 1

Wisla Cracovia: 2001-2002